# Gwardia (organizacja konspiracyjna)
Gwardia – polska grupa konspiracyjna o charakterze socjalistycznym, działająca w Warszawie, Krakowie i Lwowie w okresie od końca 1939 do połowy 1941.
Pod koniec 1939 w Warszawie ukształtowała się podziemna grupa byłych działaczy Związku Niezależnej Młodzieży Socjalistycznej (ZNMS), na czele której stanął Leszek Raabe ps. „Marek”. Nawiązała ona wkrótce kontakty z krakowskim i lwowskim środowiskiem ZNMS, przejmując drukowane w Krakowie pismo „Zagadnienia”. Od kwietnia zaczęto też wydawać w Warszawie pismo „Gwardia”, od którego grupa przyjęła swoją nazwę. Wartością najwyższą dla „gwardzistów” była idea Wolności – narodowej, politycznej i społecznej, w której uogólnione zostało też hasło niepodległości; podkreślali oni, że trzeba odebrać tradycje narodowe klasom posiadającym. Zdaniem członków Gwardii Polska odrodzi się po wojnie z rewolucyjnego porywu mas ludowych, łączących sprawę zniesienia ucisku narodowego ze zniesieniem ucisku społecznego, dlatego na czoło swojego programu wysuwali stworzenie silnej organizacji wojskowej o charakterze socjalistycznym. Wychodzili z założenia, że w czasie wojny sprawy ideowe ustępują miejsca akcji bojowej w ramach ogólnonarodowej walki z okupantem, gdyż tworzy ona „kapitał moralny” dla ruchu socjalistycznego. Dlatego podjęto współpracę wojskową ze Związkiem Walki Zbrojnej w zakresie prowadzenia akcji sabotażowo-dywersyjnych. Dążenia do zjednoczenia wysiłku ruchu socjalistycznego, wyznawane przez Leszka Raabego, doprowadziły do współtworzenia 1 września 1941 na konferencji w Warszawie partii Polscy Socjaliści. Leszek Raabe został członkiem Komitetu Centralnego i jednocześnie komendantem Formacji Bojowo-Milicyjnych Polskich Socjalistów.